# マリー・ボナパルト
マリー・ボナパルト（フランス語：Marie Bonaparte, ギリシャ語：Μαρία Βοναπάρτη, 1882年7月2日 - 1962年9月21日）は、フランスの作家・精神分析学者。

## 生涯

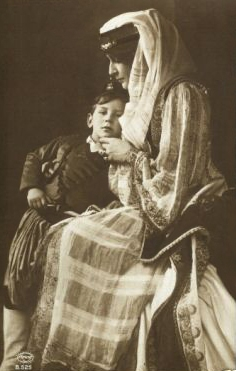
マリーと長男のペトロス（1916年）

リュシアン・ボナパルトの孫であるロラン・ボナパルトとマリー＝フェリックス・ブランの一人娘として、サン＝クルーで生まれた。母マリーは彼女を出産後、塞栓で急死した。父方の祖父ピエール＝ナポレオンの素行が原因で、ロランやマリーにはボナパルト家が請求する皇位継承権はなかった。しかし、母マリー＝フェリックスが大富豪フランソワ・ブラン（モンテカルロのカジノやオテル・ド・パリの経営で知られる）の娘であったことから、莫大な遺産を相続していた。
マリーは家族内でミミ(Mimi)と呼ばれた。
フランス初の女性精神分析学者で、ジークムント・フロイトとの交流が深く、精神分析学の一般への浸透に一役買った。また、彼女の支援でフロイトはナチス・ドイツ支配下から亡命した。
1907年、ギリシャ王子ゲオルギオスと結婚。ペトロス、エイゲニアの2子をもうけた。
一説にゲオルギオスの従弟であるオーエ・ア・ローセンボーと不倫関係にあったとされる。
1915年頃、コンスタンティン・ブランクーシの彫刻『王妃X』のモデルとなった。
1953年、イギリス女王エリザベス2世の戴冠式において、ギリシャ王パウロス1世の名代として夫と共に列席した（王配エディンバラ公フィリップはゲオルギオス王子の甥にあたる）。
1962年、白血病のためにサントロペで死去。マルセイユで火葬にされ、遺灰はギリシャ・タトイのゲオルギオス王子の墓に納められた。

## 著書
- 『クロノス・エロス・タナトス―時間・愛・死』佐々木孝次訳、1992年、せりか書房、ISBN 4796700080
- 『精神分析と文化論』林峻一郎訳、1971年、弘文堂
- 『女性と性』佐々木孝次訳、1970年、弘文堂